# فرنسيس لين
فرنسيس لين (بالإنجليزية: Francis Lane)‏ (و. 1874 – 1927 م) هو عداء سريع، ومنافس ألعاب قوى أمريكي، ولد في شيكاغو، شارك في الألعاب الأولمبية الصيفية 1896، توفي في شيكاغو، عن عمر يناهز 53 عاماً.

## التعليم
تعلم في جامعة برنستون.

## روابط خارجية
- فرنسيس لين على موقع اللجنة الأولمبية الدولية (الإنجليزية)
- فرنسيس لين على موقع أوليمبيديا (الإنجليزية)